# Xã Clinton, Quận Decatur, Indiana
Xã Clinton (tiếng Anh: Clinton Township) là một xã thuộc quận Decatur, tiểu bang Indiana, Hoa Kỳ. Năm 2010, dân số của xã này là 513 người.